# Élections municipales béninoises de 2008
Les élections municipales béninoises de 2008 se déroulent le 13 avril 2008 au Bénin. Initialement prévues le 17 février 2008, elles sont reportées de deux mois à la suite du retard dans l’installation de la Commission électorale nationale autonome (CENA).
Ces élections locales ont permis d'élire 1 435  conseillers municipaux et communaux ainsi que 26 000 conseillers de villages et de quartiers dans les villes, pour un total de 77 communes dont les conseils sont situés au même niveau de décentralisation.